# Frederik Hviid (Schwimmer)
Frederik Carlo Hviid Köhler (* 9. November 1974 in Las Palmas de Gran Canaria) ist ein ehemaliger spanischer Schwimmer. Er gewann bei Europameisterschaften je eine Gold- und Silbermedaille.

## Sportliche Karriere
Der 1,84 Meter große Frederik Hviid schwamm für CN Sabadell.
Bei den Mittelmeerspielen 1993 belegte Hviid den vierten Platz über 200 Meter Lagen und den fünften Platz über 400 Meter Lagen. Kurz darauf erreichte er bei den Europameisterschaften in Sheffield das Finale über 400 Meter Lagen und wurde Fünfter, wobei er über sieben Sekunden schneller schwamm als im Finale der Mittelmeerspiele. 1994 schied Hviid bei den Weltmeisterschaften in Rom über beide Lagendistanzen vorzeitig aus. Im Jahr darauf wurde er bei den Europameisterschaften 1995 in Wien Siebter über 400 Meter Lagen. Bei den Olympischen Spielen 1996 in Atlanta verfehlte Hviid den Finaleinzug über 400 Meter Lagen um über drei Sekunden, gewann aber das B-Finale und wurde somit Neunter der Gesamtwertung. Vier Tage später trat Hviid auch zu den Vorläufen über 1500 Meter Freistil an und wurde 21. von 34 Teilnehmern. Im Jahr darauf schwamm Hviid bei den Mittelmeerspielen in Bari auf den siebten Platz über 400 Meter Freistil und auf den vierten Platz über 1500 Meter Freistil. Im Lagenschwimmen wurde er Fünfter über 200 Meter und Dritter über 400 Meter. Zwei Monate später bei den Europameisterschaften 1997 in Sevilla gewann Hviid die Silbermedaille über 400 Meter Lagen, schlug aber über vier Sekunden hinter dem Niederländer Marcel Wouda an. Über 1500 Meter Freistil wurde Hviid Fünfter mit weniger als drei Sekunden Rückstand auf die Bronzemedaille.
1998 bei den Weltmeisterschaften in Perth wurde Hviid als Sieger des B-Finales Neunter über 400 Meter Lagen. Über 1500 Meter Freistil schied er als 15. der Vorläufe aus. Ende 1998 bei den Kurzbahneuropameisterschaften in Sheffield wurde Hviid über 400 Meter Lagen Zweiter hinter Marcel Wouda. Im April 1999 bei den Kurzbahnweltmeisterschaften in Singapur wurde Hviid über 400 Meter Lagen Dritter hinter dem Australier Matthew Dunn und Marcel Wouda. Über 1500 Meter Freistil wurde Hviid Neunter. Anfang Juli wurde er über 400 Meter Lagen Sechster bei der Universiade in Palma de Mallorca. Drei Wochen später bei den Europameisterschaften in Istanbul wurde Hviid Achter über 400 Meter Freistil. Über 400 Meter Lagen gewann er den Titel vor dem Israeli Michael Halika und Marcel Wouda. Ende des Jahres erschwamm Hviid auch die Goldmedaille über 400 Meter Lagen bei den Kurzbahneuropameisterschaften 1999 in Lissabon. Er hatte im Ziel genau eine Sekunde Vorsprung vor dem Deutschen Jirka Letzin, Michael Halika wurde Dritter.
Wegen einer Umstellung im internationalen Meisterschaftskalender fanden bereits 2000 die Europameisterschaften in Helsinki statt. Hviid wurde Siebter über 400 Meter Freistil und Fünfter über 1500 Meter Freistil. Zweieinhalb Monate später wurden in Sydney die olympischen Schwimmwettbewerbe ausgetragen. Über 400 Meter Lagen wurde Hviid im Vorlauf 15., für den Finaleinzug fehlten ihm über drei Sekunden. Über 1500 Meter Freistil lag er als 12. der Vorläufe 2,07 Sekunden hinter dem Achten der Vorläufe, der als Letzter den Endlauf erreichte. Ende 2000 verabschiedete sich Frederik Hviid bei den Kurzbahneuropameisterschaften in Valencia von seinem Publikum. Er wurde über 400 Meter Lagen Zweiter hinter dem Italiener Alessio Boggiatto, der etwa zwei Sekunden vor Hviid anschlug. Auch über 1500 Meter Freistil war mit Massimiliano Rosolino nur ein Italiener schneller, hier betrug Hviids Rückstand allerdings 17 Sekunden.